# Papo Lucca
Enrique Arsenio Lucca Quiñones  (Ponce, Puerto Rico, 10 de abril de 1946), conocido como Papo Lucca, es un pianista y multinstrumentista de salsa y jazz latino.
Arreglista y virtuoso de su instrumento, fue cofundador junto con su padre, Enrique "Quique" Lucca Caraballo, de La Sonora Ponceña. También ha tocado y grabado con la Fania All-Stars, Willie Colón, Celia Cruz, Johnny Pacheco, Bobby Valentin, Ismael Quintana, Gloria Estefan, Adalberto Santiago, Andy Montañez, Pablo Milanés y Rubén Blades.

## Biografía
Con su forma de tocar el piano le da dinámica y un enfoque único a la salsa, Papo Lucca ha llevado a su banda, la Sonora Ponceña, a la vanguardia de la música latina. Heredando el grupo de su padre, Lucca ha seguido inspirando a Sonora Ponceña con su interpretación innovadora. Mientras que Rubén Blades ha llamado a Lucca, "el mejor pianista del mundo", el pianista cubano Rubén González explicó, "de los pianistas que no son cubanos, es uno de los que más admiro".
Lucca ha estado involucrado con la música la mayor parte de su vida. Un nativo de Ponce, ciudad en la costa sur de Puerto Rico, que comenzó a estudiar en la Escuela Libre de la ciudad de la música a la edad de seis años. Además de ser un estudioso del solfeo, estudió piano, clarinete, saxofón y teoría musical. Un mes después se matriculó en la escuela. Lucca al mismo tiempo estudió privadamente con el pianista Ramón Fernández. Con el aliento de su padre, Lucca avanzado rápidamente. Comienza a tocar con la Sonora Ponceña a la edad de ocho años. Hizo su primer debut discográfico tres años más tarde, cuando el grupo de cantantes acompañados bolero Felipe Rodríguez y Davilita en su álbum "Al Compas De Las Sonoras". A la edad de catorce años, Lucca comenzó a integrar "oficialmente" la Sonora Ponceña.
A lo largo de la década de 1950, Lucca se mantuvo activo como músico. Además de tocar el piano a solas en un programa de televisión presentado por Ruth Fernández, que grabó con Obdulio Morales, Orquesta Panamericana, y Machito. A pesar de su apretada agenda, Lucca encontró tiempo para continuar sus estudios formales. Luego de graduarse en la Universidad de Puerto Rico, pasó a estudiar en el Conservatorio de Música. Su primera oportunidad de mostrar sus talentos fue en 1976, cuando co-produjo el álbum de la Sonora Ponceña "La conquista musical" con Louie Ramírez. Dos años más tarde, se produjo el álbum del grupo "Explorando" por su propia cuenta. A pesar de que seguía siendo comprometido a la Sonora Ponceña, Lucca ha equilibrado su participación en una variedad de proyectos fuera. En 1976, reemplazó el pianista Larry Harlow en la Fania All-Stars , teniendo un participación destacada en su periodo con esta agrupación por su trabajo como instrumentista y arreglista. De igual forma, hizo parte del proyecto de los Seis de Fania. Continuó formando parte de este grupo hasta mediado de los 90.
Lucca alcanzó su posición más alta como músico en 1979. Junto con la Sonora Ponceña, colaboró con influencia latina de la cantante Celia Cruz en un álbum "La Ceiba", y apareció con Celia en un documental de televisión llamado "Salsa". El mismo año, actuó en un álbum "Habana Jam", junto con la Fania All-Stars, que fue grabado durante un concierto en Cuba. Lucca también grabó un álbum como solista de piano "Latin Jazz" en 1993.

## Discografía

### Con la Sonora Ponceña
- Al Compás de las Sonoras Felipe y Davilita (1954)
- Hacheros Pa' Un Palo (1968)
- Fuego en el 23! (1969)
- Algo de Locura (1971)
- Navidad Criolla (1971)
- De Puerto Rico a Nueva York (1972)
- Sonora Ponceña (1972)
- Sabor Sureño (1974)
- Tiene Pimienta (1975)
- Conquista Musical (1976)
- El Gigante del Sur (1977)
- La Orquesta de Mi Tierra (1978)
- Explorando (1978)
- La Ceiba with Celia Cruz (1979)
- New Heights (1980)
- Unchained Force (1980)
- Night Rider (1981)
- Determination (1983)
- Future (1985)
- Jubilee (1986)
- Back to Work (1987)
- On the Right Track (1989)
- Into the 90's (1990)
- Merry Christmas (1991)
- Guerreando (1992)
- Birthday Party (1993)
- Apretando (1995)
- On Target (1998)
- 45 Aniversario (2001)
- Back to the Road (2004)
- 50 Aniversario, En Vivo (2007)
- 50 Aniversario, En Vivo Vol. II (2008)
- Otra Navidad Criolla (2008)

### Recopilaciones
- Lo Mejor de la Sonora Ponceña (1975)
- Energized (1978)
- 30th Anniversary Vol. 1  (1985)
- 30th Anniversary Vol. 2 (1985)
- Soul of Puerto Rico (1993)
- Puro Sabor (2000)
- Grandes Éxitos (2002)
- La Herencia (2007)

### Con Ismael "Pat" Quintana
- Mucho Talento (1983)

### Otras obras
- Celia, Justo, Johnny & Papo: Recordando el Ayer  (1976)
- Puerto Rico All Stars  (1976)
- Louie Ramirez Y Su Orquesta - Ray De La Paz – Con Caché  (1984)
- Pete & Papo (1993)
- Latin Jazz (1993)
- Los Originales: Azuquita y Papo Lucca (1994)
- De Aquí Pa' Lla (1994)
- Papo, Alfredo de la Fe & Sexteto Típico de Cuba (1997)
- Papo Lucca and the Cuban-Jazz All-Stars (1998)
- Festival de Boleros (2002)

### Como miembro de laFania All-Stars
- Delicate and Jumpy (1976)
- A Tribute to Tito Rodríguez (1976) (Como Arreglista)
- Rhythm Machine (1977)
- Fania All-Stars Live (1978)
- Spanish Fever (1978)
- Habana Jam (1979)
- Cross Over (1979)
- Commitment (1980)
- California Jam (1980)
- Social Change (1981)
- Latin Connection (1981)
- Lo Que Pide la Gente (1984)
- Viva la Charanga (1986)
- Bamboleo (1988)
- Guasasa (1989)
- Live in Puerto Rico June 11, 1994 (1995)
- Viva Colombia (1996)
- Bravo '97 (1997)

## Videografía
- Fania All-Stars En Vivo en Puerto Rico, Junio 11, 1994 (1995)
- 45 Aniversario En Vivo (2004)
- 50 Aniversario En Vivo (2007)